# سامية أمين
سامية أمين (24 مارس 1945 - 2 أغسطس 2020)، ممثلة مصرية. اشتهرت باداء الأدوار الصعبة في المسلسلات التلفزيونية مثل أعمال حضرة المتهم أبي ولحظات حرجة والضوء الشارد. لها أكثر من 30 عمل. توفيت في 2 أغسطس 2020 بعد صراع مع المرض وقد ناهزت 75 عام.

## وصلات خارجية
- سامية أمين على موقع الدهليز
- سامية أمين على موقع قاعدة بيانات الأفلام العربية